# Fajar Handika
Fajar Handika (sinh ngày 4 tháng 2 năm 1990) là một cầu thủ bóng đá người Indonesia hiện tại thi đấu cho PS Barito Putera ở Liga 1.

## Thống kê câu lạc bộ
| Câu lạc bộ     | Mùa giải | Super League | Super League | Premier Division | Premier Division | Piala Indonesia | Piala Indonesia | Tổng    | Tổng      |
| Câu lạc bộ     | Mùa giải | Số trận      | Bàn thắng    | Số trận          | Bàn thắng        | Số trận         | Bàn thắng       | Số trận | Bàn thắng |
| -------------- | -------- | ------------ | ------------ | ---------------- | ---------------- | --------------- | --------------- | ------- | --------- |
| PSPS Pekanbaru | 2010-11  | 17           | 0            | -                | -                | -               | -               | 17      | 0         |
| PSPS Pekanbaru | 2011-12  | 28           | 0            | -                | -                | -               | -               | 28      | 0         |
| Tổng           | Tổng     | 45           | 0            | -                | -                | -               | -               | 45      | 0         |